# Гасанов, Панах Аллахверди оглы
Панах Аллахверди оглы Гасанов (азерб. Pənah Allahverdi oğlu Həsənov; 9 мая 1930, Mets Gilanlar — 14 апреля 1992, Баку) — советский азербайджанский хлопковод, Герой Социалистического Труда (1971), мастер хлопка Азербайджанской ССР (1966), лауреат Государственной премии СССР (1980).

## Биография
Родился 9 мая 1930 года в селе Боюк Гиллилар Вединского района Армянской ССР.
Окончил Азербайджанский сельскохозяйственный институт имени Агамали оглы (1983).
С 1943 года колхозник колхоза имени Калинина Вединского района Армянской ССР, с 1946 года колхозник, с 1961 года бригадир колхоза имени Мир-Башира Касумова Имишлинского района Азербайджанской ССР. Уже в 1961 году руководство Панаха Гасанова дала свои плоды, отстающая бригада впервые получила урожай хлопка 35 центнеров с каждого гектара на площади 34,8 гектаров. Руководимая им бригада в 8-ю пятилетку (1966—1970) достигла высоких производственных показателей по выращиванию хлопчатника, выполнив два пятилетних плана за один, а в 1970 году было собрано 50 центнеров с каждого гектара и продано государству хлопка на 511 тысяч рублей. Секретом получения подобного урожая хлопка стали закупка высококачественных семян хлопка, хороший полив, разумное использование удобрений и внедрение массовой механизации в колхозе.  Ежегодно коллектив бригады получал по 50 и более центнеров хлопка с гектара. В 1971 году бригада участвовала на ВДНХ, где поделилась опытом работы с другими хлопководами из союзных республик. В 1985 году бригада получила урожай хлопка 45 центнеров с каждого гектара на площади 34,8 гектаров.
Указом Президиума Верховного Совета СССР от 8 апреля 1971 года за выдающиеся успехи, достигнутые в развитии сельскохозяйственного производства и выполнении пятилетнего плана продажи государству продуктов земледелия и животноводства Гасанову Панаху Аллахверди оглы присвоено звание Героя Социалистического Труда с вручением ордена Ленина и золотой медали «Серп и Молот».
Активно участвовал в общественно-политической жизни Азербайджана. Член КПСС с 1961 года. Избирался депутатом Верховного Совета Азербайджанской ССР 8-11 созывов. Делегат XXIV, XXV, XXXVI съездов КПСС и XXVIII и XXX съездов Коммунистической партии Азербайджана, избирался членом ЦК.

## Награды и премии
- два ордена Ленина
- орден Октябрьской Революции
- орден Трудового Красного Знамени
- орден Дружбы народов
- медали